# 周珏 (1883年)
周珏（1883年—？），字志成，浙江嘉善人。中国民主革命家，中华民国政治人物、外交官。

## 生平
周珏生于清光绪九年（1883年）。毕业于日本早稻田大学。后来他曾参加辛亥革命。
中华民国成立后，1912年他任北京临时参议院议员。1913年当选国会众议院议员。1923年11月任中国驻日本横滨总领事。1925年9月，他改任驻神户总领事。1930年归国，同年3月任外交部秘书。
抗日战争时期，他历任中华民国临时政府满洲通商代表，华北政务委员会外务局长，汪精卫政权外交部公使等职。